# 棘尾深海鰩
棘尾深海鰩（學名：Bathyraja spinicauda），為軟骨魚綱鰩目單鰭鰩科深海鰩屬的一種，分布於西大西洋格陵蘭戴維斯海峽、加拿大紐芬蘭到喬治亞淺灘外的東岸外海、東大西洋巴倫支海等海域，深度111至2949公尺，本魚有寬三角形、鈍尖的吻部和有稜角的胸板，尾巴比身體短，有一排大刺，幼魚的上部圓盤有刺但是隨著生長這些刺會消失，背部呈灰色且有白色斑點，腹面為白色且在鰓裂周圍、泄殖腔及沿著尾部腹面有深灰色斑點，體長可達170公分，棲息在深海沙泥底質海域，為底棲性魚類，卵生，雌魚會產下有角的長方形卵囊，會成對出現，幼魚可能會跟隨大的個體，屬肉食性，生活習性不明。